# Sociedade de Estudos da Linguagem Poética
A Sociedade de Estudos da Linguagem Poética, também conhecida por OPOJAZ (em russo: Общество изучения Поэтического Языка, Obšcestvo izucenija POèticeskogo JAZyka) foi um proeminente grupo de estudos de linguistas e críticos literários fundado em 1916 e de vasta repercussão até a década de 1930 em São Petersburgo. Pertenceram ao grupo nomes conhecidos como Viktor Chklovsky, Boris Eikhenbaum, Osip Brik, Yuri Tynianov e Boris Kušner. Ao lado do Círculo Linguístico de Moscou, foi responsável pelo desenvolvimento do formalismo russo e da semiótica literária.